# Pravdoliub, Kărdjali
Pravdoliub (în bulgară Правдолюб) este un sat în comuna Ardino, regiunea Kărdjali,  Bulgaria. 

## Demografie
Componența etnică a satului Pravdoliub
     Turci (93,82%)
     Bulgari (5,05%)
     Nicio identificare (1,12%)
     Altele (0%)
La recensământul din 2011, populația satului Pravdoliub era de 178 locuitori. Din punct de vedere etnic, majoritatea locuitorilor (93,82%) erau turci, cu o minoritate de bulgari (5,05%). Pentru 1,12% din locuitori nu este cunoscută apartenența etnică.